# Надєждіна Надія Августинівна
Надія Августинівна Надєждіна (7 вересня 1905 — 14 жовтня 1992) — російська радянська письменниця, поетеса і перекладач, автор книг для дітей.

## Походження та навчання
Надія Августинівна Надєждіна народилася 7 вересня 1905 року в місті Гомелі. Її батько, зросійщений латиш Августин Адольф працював учителем у 2-й Одеській гімназії.
У 1920-х роках навчалася в Літературно-художньому інституті імені В. Я. Брюсова. Після його закриття в 1925 р. закінчила літературний відділення Московського державного університету імені М.Ломоносова.

## Політичні погляди
Як і багато студентів підтримувала ліву опозицію Троцького та Зінов'єва, у зв'язку з чим у 1927 і 1929 роках короткочасно арештовувалась.
Вийшла заміж за свого однокурсника, поета Миколи Дементьєва. У 1935 році її чоловік покінчив життя самогубством, стрибнувши з балкона шостого поверху.

## Літературна творчість
Після смерті чоловіка вона стала писати твори для дітей про природу, про життя рослин і тварин. З початком німецько-радянської війни вона прийшла працювати в газету «Піонерська правда». У 1947 році Детгіз випустив її книжку «Повний кошик».
У 1950 році була заарештована як троцкістка, була засуджена Особливою нарадою при МДБ СРСР до 10 років ув'язнення за звинуваченням у «контрреволюційній агітації». Строк відбувала в Дубровлагі. Звільнена була в 1955 році достроково, а у 1956 р. була реабілітована.
У 1960 році побачила світ її книжка «„Моревизор“ йде у плавання». У 1963 році вийшла її книжка «Партизанка Лара» про подвиг ленінградської школярки Лариси Михеєнко, за мотивами якої був знятий фільм «У те далеке літо».
Про роки ув'язнення вона не любила згадувати, однак написала короткі спогади про своє життя, в тому числі і про роки ув'язнення. У 1990 році вийшла антологія поетів-в'язнів ГУЛАГУ (ГУТАБу) «Серед інших імен», в яку увійшли і вірші Надєждіної, створені нею в ув'язненні.
Померла Надія Надєждіна 14 жовтня 1992 року. Похована поряд із чоловіком на Новодівичому кладовищі (друга ділянка, перший ряд).

## Цікаві факти
- У серіалі «Справа слідчого Нікітіна» роль Надєждіної зіграла актриса Ольга Дібцева[2].